# Pterospora floridensis
Pterospora floridensis is een soort in de taxonomische indeling van de Myzozoa, een stam van microscopische parasitaire dieren. Het organisme komt uit het geslacht Pterospora en behoort tot de familie Urosporidae.